# Tetraponera angustata
Tetraponera angustata är en myrart som först beskrevs av Mayr 1868.  Tetraponera angustata ingår i släktet Tetraponera och familjen myror. Inga underarter finns listade i Catalogue of Life.